# Megalepthyphantes turkeyensis
Megalepthyphantes turkeyensis är en spindelart som beskrevs av Tanasevitch, Kunt och Osman Seyyar 2005. Megalepthyphantes turkeyensis ingår i släktet Megalepthyphantes och familjen täckvävarspindlar.
Artens utbredningsområde är Turkiet. Inga underarter finns listade i Catalogue of Life.